# バラバ

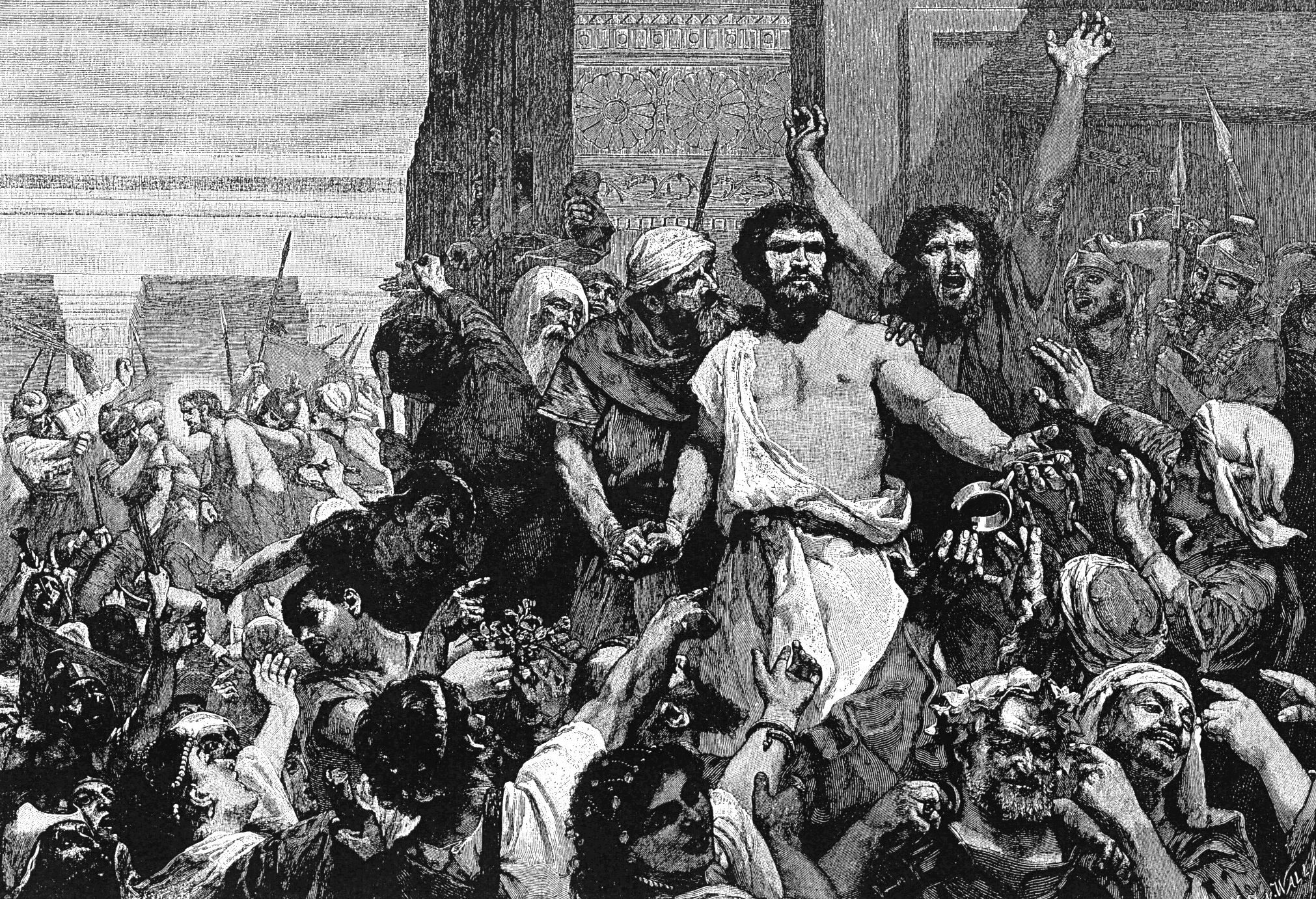
イエスの代わりに恩赦を受けたバラバ

バラバ（ギリシャ語: Bαραββᾶς, ラテン文字転写: Barabbas）は、新約聖書の福音書に登場するユダヤ人の強盗・囚人。イエスの代わりに恩赦を受け、釈放された。

## バラバの赦免
マルコによる福音書によれば、過越し祭のたびの慣例となっていた罪人の恩赦にあたって、総督ピラトはイエスの放免を期して、バラバかイエスかの選択を民衆に迫った。しかし祭司長や長老たちにそそのかされた群集はバラバの赦免とイエスの処刑を要求。ピラトは不本意ながらこれに従ったため、バラバは釈放された。

## バラバの罪状
バラバの罪状は福音書によって異なっている。罪状については触れず（マタイ）、暴動と殺人（マルコ）、暴動と殺人（ルカ）、強盗（ヨハネ）である。

## バラバ・イエス
新共同訳、フランシスコ会訳聖書などでは「バラバ・イエス」（マタイ27:16-17）と訳されている。イエス・キリストとは同じイエスという名前であったことになる。本文批評学上は、イエスの名前がバラバと同じであることに対する不快感から「バラバ・イエス」の、「イエス」を意図的に取り除いたとしている。原典に「イエス」の言葉がないのに書き写したクリスチャンが付け加えるということはありえがたいことであるからである。さらに、「イエス」とはありふれた名前であり、少しも不自然ではない。「バラバ」とは「アッバスの子」を意味するが、アラム語の発音での「バラバ・イエス」は「御父（アバ）の御子（イエス）」に非常によく似ている。同じイエスという名を持った2人の人物がいるなら、「どちらのイエスの釈放を望んでいるのか？ アッバスの子のイエスか？ それとも、メシアのイエスか？」という読み方ができる。

## バラバの登場する作品
- 小説『バラバ』（Barabbas） 1950年 ペール・ラーゲルクヴィスト  尾崎義 (訳) 岩波文庫 赤 757-1 1974年
- 映画『キング・オブ・キングス』（The King of Kings） 1927年 米国　監督：セシル・B・デミル、イエス・キリスト：H・B・ワーナー、バラバ：ジョージ・シーグマン
- 映画『キング・オブ・キングス』（King of Kings） 1961年 米国　監督：ニコラス・レイ、イエス・キリスト：ジェフリー・ハンター、バラバ：ハリー・ガーディノ
- 映画『バラバ』（Barabbas） 1961年 イタリア　監督：リチャード・フライシャー、バラバ：アンソニー・クイン、共演：シルヴァーナ・マンガーノ、上記の小説の映画化作品。
- 映画『パッション』（Passion） 2004年 米国　監督：メル・ギブソン、イエス・キリスト：ジム・カヴィーゼル、バラバ：ピエトロ・サルッビ（ポーランド語版）